# Luisa Carvajal y Mendoza
Luisa Carvajal y Mendoza, tudi Luisa de Carvajal y Mendoza, španska plemkinja in nabožna pisateljica ter pesnica, * 1566, Jaraicejo, Španija, † 1618, London.

## Življenje
Rodila se je leta 1566 v ugledni španski plemiški rodbini. Že v otroštvu je osirotela, zato je do desetega leta živela s teto v gospodinjstvu Ivane Avstrijske. Po tetini smrti je postal njen skrbnik stric Francisco Hurtado y Mendoza. Obe okolji sta bili zelo naklonjeni jezuitom, in ko je Francisco Borja s stricem Franciscom opravil Ignacijeve duhovne vaje, se je vpliv redovnikov na Luiso še okrepil. Na stričevo željo je tudi Luisa, že kot najstnica, opravljala duhovne vaje. Pri 18 letih je doživela prvo videnje, kasneje pa je trdila, da se je svoje poklicanosti k Bogu zavedala že v otroštvu. Po stričevi in tetini smrti se je popolnoma predala duhovnemu življenju. Vse svoje premoženje je predala jezuitom in se posvetila askezi. Ko je slišala za pregone angleških jezuitov, se je odločila, da kot misijonarka odpotuje v Anglijo. Pred tem je opravila zaobljube uboštva, pokorščine vrhovnemu predstojniku Družbe Jezusove, čistosti, leta 1598 tudi mučeništva. Ob vstopu v Anglijo so ji zaplenili vse nabožne predmete. Luisa je vztrajala in okrog sebe zbrala del preganjanih katolikov. Poučevala je ljudi v katoliškem krščanskem nauku, obiskovala in tolažila prostitutke ter katolike v ječah, trgala protipapeške propagandne lepake z zidov. V središču Londona je osnovala nepriznano žensko različico Družbe Jezusove. Dvakrat je bila zaprta. Umrla je leta 1618 v Londonu.

## Delo
Luisa je napisala več pisem in religioznih pesmi. Najpomembnejša je njena avtobiografija Escritos autobiográficos. V njej razkriva, da ji je bilo v samoti kljub veliki predanosti Bogu večkrat težko.